# エルムア
エルムア(Ermua)は、スペイン・バスク州ビスカヤ県のムニシピオ（基礎自治体）。コマルカ（郡）としてはドゥランガルデアの構成自治体のひとつである。
面積は6.17km2、2014年の人口は16,109人、2014年の人口密度は2,610人/km2である。ビスカヤ県とギプスコア県の県境に近く、地理的にはデバ川が形成する谷に位置する。

## 歴史
1843年の人口は451人だった。1930年代後半のスペイン内戦の際、エルムアを含むビスカヤ県は共和国側に立って戦った。しかし、1937年初頭には近隣のギプスコア県エイバルを反乱軍が平定し、1937年春にはゲルニカ爆撃などをおこなった反乱軍がビスカヤ県にも進軍し、1939年にはスペイン内戦が共和国側の敗北に終わった。
第二次世界大戦終結後の1947年の人口は1,411人だった。1961年の人口は3,029人だった。1967年の国勢調査による人口は11,857人であり、その後は隣町エイバルのベッドタウンとなった。フランコ独裁政権が終結した1976年、エルムアの人口密度は2,434人/km2であり、ビルバオやバルセロナにも勝っていた。1980年代の工業危機により人口は減少し始めた。バスク地方の不安定な政治情勢はエルムアにも影響を与え、1997年には国民党(PP)選出のエルムア市議であるミゲル・アンヘル・ブランコが、バスク祖国と自由(ETA)によって誘拐された後に殺害された。この後、1998年には反テロリズム運動団体のフォロ・エルムア（エルムアの広場）が設立された。

### フォロ・エルムア
フォロ・エルムア（スペイン語: Foro Ermua, バスク語: Ermuko Foroa, 英語: Ermua Forum, エルムアの広場）は、スペインの市民組織。メンバーは主にバスク州に居住するスペイン市民で構成されている。1998年1月に設立され、2007年からの会長はミケル・ブエサである。
- 歴史

1997年7月、国民党(PP)から選出されたエルムア市議のミゲル・アンヘル・ブランコがバスク祖国と自由(ETA)に誘拐され、殺害される事件が起こった。この殺害事件は「エルムアの精神」（スペイン語: espíritu de Ermua）と呼ばれる地元運動を呼び、ブランコの誘拐殺人後には多くの地元住民の間に連帯意識の感情が生まれた。フォロ・エルムアは「エルムアの精神」を継続すべく、1998年1月に設立された。2007年からの会長はミケル・ブエサである。ミケル・ブエサはマドリード・コンプルテンセ大学の経済学教授であり、2000年にETAによって殺害されたバスク社会党(PSE-EE)の政治家フェルナンド・ブエサの弟である。
- メンバー

立ち上げメンバーは以下の人物などである。
- ビダル・デ・ニコラス（詩人）
- アグスティン・イバロラ（芸術家）
- ホセ・ルイス・ロペス・デ・ラカリェ（ジャーナリスト）
- カルロス・トロリカ（社会主義者）
- ホン・フアリスティ（詩人・著作家）
- ミケル・アスルメンディ（人類学者・著作家）
- フランシスコ・ドニャテ
- イニャキ・エスケラ（著作家・ジャーナリスト）
- エドゥルネ・ウリアルテ（政治学者・政治学教授）
- フェルナンド・サバテール（哲学者）
- クリスティーナ・クエスタ
- ハビエル・コルクエラ
- ラウール・ゲラ・ガリード（著作家）
- エルマン・テルトスチ（ジャーナリスト）
- チェマ・ポルティーリョ（歴史学者）

## 地理
エルムアはバスク州ビスカヤ県の東部にあり、コマルカ（郡）の中でも東部にある。デバ川の支流であるエゴ川が形成する幅の狭い谷に位置する。不規則で急な斜面に象徴される地形の起伏によって、居住可能な空間は限られており、エルムアはバスク州の中でもっとも人口密度が高い町のひとつとなった。政治的にはドゥランガルデアに含まれるが、地理的にはマリャビアやサルディバルとともにバホ・デバ（下デバ）に属している。
水文
エルムアはデバ川の支流であるエゴ川が形成する谷の上流部に位置している。エゴ川はエルムアの近くで、オイス山やウルコ山に源流を持ついくつもの流れを集める。エゴ川の最上流部の流れは、ギプスコア県エルゲタやビスカヤ県サルディバルを通って、南から北に流れるアイショラ川を形成する。アイショラ川はエルムアの南数キロの位置にアイショラ貯水池を持っており、この貯水池は近隣の町々やエイバルに水を供給している。エゴ川が形成する谷の幅は狭く、近隣のエイバルで起こっているのと同じように、都市部の平地は建物で覆われるようになった。
地形
エルムアの町は標高1026mのウルコ山と標高793mのオイス山に囲まれている。その他には、サルディバル山、エルゲタ山、エゴアルビツァ山も700m近い標高を持つ。これらの山はとても急峻であり、斜面は町に向かって急落している。デバ川の谷とイバイサバル川の谷を鉄道や高速道路が結んでおり、エルムアの町をN-634号線が走っているが、高速道路のAP-8号線はエルムアの郊外を短絡している。

## 交通
東西方向にN-634号線（国道）がエルムア内部を通っており、やや南側をより大きなA-8号線が並行している。
2本の道路同様に、ギプスコア県の県都サン・セバスティアンとビスカヤ県の県都ビルバオをバスク鉄道の狭軌鉄道路線が結んでおり、エルムアは両都市の中間付近にある。エルムアとバスク海岸はBI-2301号線（県道）で結ばれており、西に3km離れた近隣のマリャビアとはBI-3302号線（県道）で結ばれている。北と西はマリャビアと、南はサルディバルと、東はギプスコア県エイバルと自治体境界を接している。市街地中心部や、オンガライ、サン・ペラヨ、オキン・スリ、サンタ・アナ、サン・ロレンソなどの地区で自治体が構成される。これらの地区はとても自治体中心地に近接しており、市街地中心部そのものを形成している。

## 経済
町の経済は金属加工業に基づいている。自動車部品産業はエルムアにとってとても重要な産業であり、その他には工作機械や自転車などの工場がある。かつては露天掘り鉱山が操業していたが、農業や林業の第一次産業は未発達である。

## 政治
エルムア市議会の定数は17である。2007年の自治体選挙ではバスク社会党(PSE-EE)が48.66%の得票を得て、17議席中9議席を獲得した。2011年の自治体選挙ではバスク社会党が37.67%の得票を得て、17議席中7議席を獲得した。その他には、国民党(PP)が4議席、ビルドゥが3議席、バスク民族主義党(EAJ-PNV)が2議席、バスク統一左翼(EB-B)が1議席を獲得した。
| エルムア市議会選挙結果    | エルムア市議会選挙結果 | エルムア市議会選挙結果 | エルムア市議会選挙結果 | エルムア市議会選挙結果 | エルムア市議会選挙結果 | エルムア市議会選挙結果 |
| 政党                      | 2007年                 | 2007年                 | 2007年                 | 2011年                 | 2011年                 | 2011年                 |
| 政党                      | 得票数                 | 得票率                 | 議席数                 | 得票数                 | 得票率                 | 議席数                 |
| ------------------------- | ---------------------- | ---------------------- | ---------------------- | ---------------------- | ---------------------- | ---------------------- |
| バスク社会党(PSE-EE)      | 3,709                  | 48.66 %                | 9                      | 3,036                  | 37.67 %                | 7                      |
| 国民党(PP)                | 1,509                  | 19.80 %                | 4                      | 1,647                  | 20.44 %                | 4                      |
| ビルドゥ                  |                        |                        |                        | 1,429                  | 17.73 %                | 3                      |
| バスク民族主義党(EAJ-PNV) | 1,055                  | 13.84 %                | 2                      | 1,027                  | 12.74 %                | 2                      |
| バスク統一左翼(EB-B)      |                        |                        |                        | 733                    | 9.1 %                  | 1                      |
| エスケル・アニツァ(EA-IU) | 924                    | 12.12 %                | 2                      |                        |                        |                        |
| バスク連帯(EA)            | 246                    | 3.23 %                 | 0                      |                        |                        |                        |

## 出身人物
- アンドレス・デ・オルベ・イ・ラレアテギ – 18世紀の大司教。
- アンドレス・アグスティン・デ・オルベ・ウ・サラウス - 18世紀の大司教。
- ダニエル・チョピテア – 芸術家。
- ミゲル・アンヘル・ブランコ – 政治家。国民党(PP)所属。1997年にバスク祖国と自由(ETA)によって暗殺された。
- カルロス・トトリカ – 政治家。バスク社会党所属。
- イマノル・アリアス – 俳優。カスティーリャ・イ・レオン州レオン県リアーニョ生まれだが、エルムアとエイバルにまたがる地区で幼少期・青年期を過ごした。
- アンドニ・フェレーニョ – テレビ司会者・俳優。
- イゴール・アスタルロア – 自転車競技選手。
- ペドロ・オリーリョ – 自転車競技選手。
- アイトル・エルナンデス – 自転車競技選手。シクロクロスのスペイン選手権優勝者。
- ホセバ・アリアガ – サッカー選手。
- マチャレン・シアルソーロ – ハンドボール選手。
- アレックス・ソト – 陸上競技選手（高跳び）。
- アランツァ・モレーノ – 女子陸上競技選手（槍投げ）。
- ヘスス・マリア・パト – 石の持ち上げ競技選手。
- イオン・フィス - ファッションデザイナー。
- ホセ・バルケーロ – サッカー選手。